# Romolo Polacchini
Romolo Polacchini (La Spezia, 20 de maig de 1897 – Venècia, 16 d'octubre de 1968) va ser un almirall italià, comandant de la base naval BETASOM durant la Segona Guerra Mundial.

## Biografia
Va néixer a La Spezia el 20 de maig de 1897, va ser alumne de la Reial Acadèmia Naval de Livorno del 6 de novembre de 1911 al 7 de juny de 1914, sent ascendit a guardiamarina i va embarcar al vaixell Etna  i posteriorment als cuirassats Dante Alighieri i Andrea Doria durant la Primera Guerra Mundial. El 1918, amb el grau de sotstinent de vaixell, era segon al comandament del submarí H 3 des del 30 d'octubre de 1924 (i fins al 1927) Polacchini va comandar els submarins N 5 (1924), N 1 (1924), N 6 (1925), N 2 (1925), F 19 (1925), F 7 (1926), X 2 (1926-1927). Després va estar al comandament del submarí H 1 el 1927.
Promogut a capità de corbeta el 8 de maig de 1927, entre el 10 de febrer de 1929 i el 24 de maig de 1930 va assumir el comandament del nou submarí Tito Speri i posteriorment del nou submarí Argonauta en construcció. L'any 1931 el rei d'Egipte Fuad I li va atorgar el títol d'Oficial de l'orde d'Ismail, i va ascendir a capità de fragata el 6 de novembre de 1932, va ser embarcat com a subcap d'estat major del creuer lleuger Alberto di Giussano el 1933, i després al Giovanni delle Bande Nere. Successivament va comandar els esquadrons als quals pertanyien els submarins Argonauta, Otaria, el 4t Grup de Submarins de Tàrent des de l'11 de setembre de 1935, els Des Geneys i el Santorre Santarosa. A bord d'aquests dos últims va participar en l'inici de les operacions de la Guerra Civil Espanyola.
Ascendit a capità de navili el 5 de gener de 1937, va ser comandant de la base naval de Venècia i després, del 20 de març de 1939 al 31 d'agost de 1940, va assumir el comandament del creuer lleuger Luigi Cadorna, amb el qual durant la Segona Guerra Mundial va participar en la batalla de Punta Stilo el juliol de 1940. En aquella ocasió va ser condecorat amb la Creu de Guerra al Valor Militar, va participar en la campanya de Grècia com a comandant superior de trànsit amb Albània amb seu a Bríndisi, i després va ocupar el càrrec de Comandant de l'escola de submarins de Pola.
El 15 d'abril de 1941 va ser assignat com a Cap d'Estat Major del Comandament Superior de les Forces Subaquàtiques Italianes a l'Atlàntic (BETASOM) amb base a Bordeus a França, en substitució i parell d'Aldo Cocchia. Promogut a contraalmirall amb només quaranta-quatre anys, el 18 de setembre de 1941 va esdevenir comandant superior de "BETASOM", en substitució de l'almirall de divisió Angelo Parona a que, mentrestant, havia estat assignat al comandament de la 3a Divisió de Creuers. Durant aquest període va ser condecorat amb la Creu de Cavaller de l'Ordre Militar de Savoia.
Probablement també com a conseqüència del seu escepticisme ostentós respecte al suposat enfonsament de dos cuirassats nord-americans per part del comandant Enzo Grossi al comandament del submarí Barbarigo,, que li havia valgut dues medalles d'or al valor militar i a la promoció de rang, el 29 de desembre de 1942 va ser substituït al comandament de "BETASOM" pel mateix Grossi, per ser enviat a Palerm el gener de 1943 com a comandant de la Base Logística. Va participar activament en la campanya de Tunísia, organitzant combois de proveïment per a les tropes italianes dedicades a aquell sector, sent condecorat amb la medalla de plata al valor militar pels seus esforços.
Més tard enviat a Livorno com a comandant de la Base Naval, a l'arribada dels alemanys va aconseguir salvar els empleats de la base, després de la qual cosa es va refugiar a la casa d'uns amics a Castiglioncello durant un temps i posteriorment es va unir a la seva família a Venècia el gener de 1944. El maig del mateix any, per evitar la deportació a Alemanya, va prestar un jurament formal a la República Social Italiana, però al mateix temps va començar a col·laborar clandestinament amb el Comitè d'Alliberament Nacional de l'Alta Itàlia . El 8 d'agost va ser detingut pels feixistes i empresonat a Venècia per diversos càrrecs que després van resultar infundats. Va romandre a la presó durant cinc mesos, després dels quals, amb la intercessió del cardenal Giovanni Urbani, futur patriarca de Venècia i oncle de la seva cunyada, va ser alliberat amb l'obligació de signar a la Questura cada vespre. Al final de la guerra a Itàlia, amb la caiguda del feixisme, el 6 de maig de 1945 va assumir el comandament dels serveis de l'Armada de Venècia, però es va retirar el 20 de febrer de 1946, sent ascendit a almirall de divisió el 5 de maig del mateix any.
El 19 de febrer de 1950, després d'haver contret una greu malaltia pulmonar durant el període de presó, es va veure obligat a abandonar el servei per motius de salut i va ser donat d'alta total i inscrit al Quadre d'Honor de la Marina, ascendit a almirall d'esquadra el 27 de juny de 1958. Després es va retirar a viure al Lido de Venècia, on va morir el 1968.

## Dates de promoció
Almirall de esquadra - 27 de juny de 1958
 Almirall de divisió - 5 de maig de 1946
 Contraalmirall – 18 de setembre de 1941
Capita de navili – 5 de gener de 1937
 Capità de fragata – 6 de novembre de 1932
 Capità de corbeta - 8 de maig de 1927
 Tinent de vaixell
 Sotstinent de vaixell - 1918
 Guardiamarina - 7 de juny de 1914

## Condecoracions
Cavaller de l'Orde Militar de Savoia - 2 de març de 1942
 Medalla de Plata al Valor Militar - maig de 1943
 Creu de Guerra al Valor Militar - 9 de juliol de 1940
 Creu de Guerra al Valor Militar - 1 de setembre de 1940
 Creu al Mèrit de Guerra (5 concessions)
 Gran oficial de l'Orde de la Corona d'Itàlia
 Comanador de l'Orde de la Corona d'Itàlia
 Oficial de l'Orde de la Corona d'Itàlia
 Cavaller de l'Orde de la Corona d'Itàlia
 Cavaller de l'orde dels sants Maurici i Llàtzer
 Medalla commemorativa de la Guerra Italo-Turca (1911-1912)
 Medalla commemorativa de la guerra 1915-1918
 Medalla commemorativa italiana de la Victòria de 1918 - 1920
 Medalla de reconeixement pels voluntaris de la guerra italo-austríaca 1915-1918
 Medalla commemorativa de les operacions militars a l'Àfrica Oriental Italiana 1935-36
 Medalla commemorativa de la Campanya d'Espanya (1936-1939)
 Medalla commemorativa de l'Expedició a Albània 1939
 Medalla Commemorativa del Període Bèl·lic 1940-43
 Medalla commemorativa de la Guerra d'Alliberament 1943-45
 Medalla d'honor per la llarga navegació (20 anys d'embarcament)
 Cavaller de l'orde de Vittorio Veneto - 1920
 Creu d'or dels 25 anys de servei
 Creu d'or dels 40 anys de servei
 Medalla Mauriciana al Mèrit pels 50 anys de Carrera Militar - 30 d'abril de 1956
 Cavaller de l'orde d'Ismail (Regne d'Egipte) - 1931
 Creu de Ferro de 1a classe
 Creu de Ferro de 2a classe
 Creu del Mèrit Militar amb Distintiu Vermell (Espanya)
 Medalla de la Campanya (1936-1939) (Espanya)